# Saint-Offenge-Dessus
Saint-Offenge-Dessus est une ancienne commune française, située dans le département de la Savoie en région Rhône-Alpes.
Elle a fusionné le 1er janvier 2015 avec la commune de Saint-Offenge-Dessous, sous le régime juridique des communes nouvelles instauré par la loi no 2010-1563 du 16 décembre 2010 de réforme des collectivités territoriales pour créer la commune nouvelle de Saint-Offenge.

## Géographie
La commune de Saint-Offenge-Dessus se situe sur le versant occidental du massif des Bauges. Ce massif forme un vaste losange entre le lac d'Annecy, le lac du Bourget et la vallée de l'Isère. Saint-Offenge-Dessus est donc à 13 km d'Aix-les-Bains et à un peu moins de 30 km d'Annecy et de Chambéry.
La commune fait partie du Parc naturel régional du Massif des Bauges.
L'habitat est dispersé en hameaux : en dehors du chef-lieu, où se trouve l'église paroissiale, ce sont les Suavets, Champclos, Cornat, les Combes, les Vauthiers,  les Mollières, les Gonnards, où se trouve la mairie, d'autres hameaux sont aujourd'hui abandonnés, les Favrins, la Serve et il n'en subsiste que des pans de murs.

## Toponymie
La paroisse est mentionnée au début du XIIIe siècle, sous la forme Sancta Euphemia (1213), puis au siècle suivant, Cura Se Eufemie superioris (vers 1344),. Au XIVe siècle, on trouve Sancto Offengio. Au XVIIIe siècle, le curé Pelloux écrit encore Sainte Euphémie Dessus dans les registres paroissiaux.
Le nom provient d'une déformation de sainte Euphémie, vierge et martyre, morte en Chalcédoine sous Dioclétien, au début du IIIe siècle,. Le nom est à l'origine fémin, Sainte-Offenge, avant de prendre la forme masculine actuelle.
En francoprovençal, le nom de la commune s'écrit Sant-Ofinzho-dsu, selon la graphie de Conflans.

## Histoire
Des origines des Saint-Offenge, on sait peu de choses : il faut donc rechercher comment la commune s’inscrit dans l’histoire des Bauges.
Les pourtours du massif mais aussi le cœur des Bauges ont livré des traces d’occupation humaine dès l’âge du fer, puis à l’époque gallo-romaine, enfin durant le Haut Moyen Âge : structures d’habitat avec mosaïque à la Motte-en-Bauges, éléments d’amphores et d’aqueduc à Saint-François-de-Sales, sépultures, monnaies, armes.
Ainsi, dans la commune voisine, à Saint-Offenge-Dessous ont été mises au jour des tombes sous tuiles contenant un vase et des monnaies, datées de 250 à 600 après Jésus-Christ.
À la fin du XIIIe siècle, la région, le “pays albanais”, qui est alors réputé pour être le grenier de la Savoie, est l’enjeu d’une rivalité acharnée entre deux États : le Comté de Savoie et le Comté de Genève. D’Annecy à la Chautagne, la frontière indécise courait des Bauges au Rhône, défendue par une série de châteaux et de maisons-fortes, à Viuz, Gruffy, Cusy, Saint-Offenge-Dessus (Loëx), Grésy, Saint-Innocent, Sallières, Cessens, La Biolle. 
Au gré de leurs luttes ou de leurs rapprochements, les Savoie et les Genève se disputent ces places qui changent de possesseurs, ce qui rend leur histoire complexe.
L'histoire de Saint-Offenge-Dessus aux XIIe et XIVe siècles se confond avec celle de Saint-Offenge-Dessous. Le "château", la maison-forte des Loëx, aujourd'hui disparu était encore visible à l'état de ruine sur le cadastre sarde de 1738.
En 1561, le duc de Savoie Emmanuel-Philibert pour procurer des rentrées régulières au trésor institue un impôt sur le sel, la gabelle. Comme les habitants sont tenus à une consommation minimale de sel un recensement nominatif des habitants est réalisé. Saint-Offenge-Dessus compte alors 56 familles soit 305 habitants.

### AuXVIIIesiècle
Victor-Amédée II (1684-1730) entreprend une réforme de l’impôt. Ainsi l’édit du 19 avril 1728 ordonne la mensuration générale des terres du duché de Savoie et l’estimation du revenu des biens, afin que l’on puisse  procéder à une juste répartition des tributs et à l’élaboration de cadastres. Les opérations qui commencent en 1728 seront terminées en 1738. Ce cadastre se compose pour chaque commune, d’une mappe, plan cadastral à l’échelle 1/2.372è, d’une tabelle des propriétaires, cahier indiquant pour chaque propriétaire son numéro de parcelle, leur nature et leur superficie et du livre des mutations qui devait tenir à jour les transferts de parcelles, cependant cette prescription fut rarement réalisée.
À Saint-Offenge-Dessus, ce sont Pierre Pallatin et Claude Léger, “hommes probes et d’expérience”, qui seront chargés d’assister l’estimateur nommé par l’intendant général pour évaluer la qualité des différentes parcelles.
Que nous apprennent ces documents ?
La taille moyenne des propriétés à Saint-Offenge-Dessus est modeste de 4 à 10 journaux de Savoie (soit de 1ha à 3ha), huit chefs de famille possèdent plus de 20 journaux de Savoie, comme Jaque Daillon 27 journaux soit 8ha, Claude Léger et ses frères 34 journaux soit 10 ha, Pierre Faverin 25 journaux soit 7,4 ha, exception faite des terres nobles appartenant à Pierre Devarax, 30 journaux soit 8 ha, et évidemment à Jean François de Clermont Mont-Saint-Jean, seigneur de Saint-Offenge-Dessus, qui possède 1.447 journaux de Savoie de forêt, essentiellement, soit quelque 427 ha.
En plus de leurs pâturages, les paysans de Saint-Offenge-Dessus pouvaient utiliser les communaux, terres qui appartenaient à la communauté, 4,3 hectares, pour faire paître leurs bêtes. Mais d’autres communaux appartenaient en propre à un “village”, ceux des Vauthiers, étaient constitués de 3,2 hectares, ceux des Faverins de 3,1 hectares. Enfin les “villages” des Cournaz (Cornat) et des Champvillard possédaient leur propre four à pain : ce qui les dégageaient de l’obligation d’utiliser le four seigneurial.
Sur les 104 propriétaires de jardins, prés, pâturages, vignes, broussailles, bois, maisons voire masures, 43 possèdent une maison et des terres. 
Ces 43 familles portent 25 patronymes différents : on dénombre 5 familles Champvillard, 2 Daillon, 2 Faverin, 2 Gros, 5 Gonnard, 2 Gogeat (ou Goiat), 3 Pallatin, 2 Parissoud, 3 Roget, 2 Suavet, les autres patronymes ne sont portés que par une famille, Blanchet, Blanc, Cournaz (ou Cornat), Domenget, Dumenton, Fantin, Guillermin, Guier, Léger, Lamarche, Marin, Mermet, Manaiglez, Porriez et Pacquet.
Le 24 juillet 1785, les communautés du Montcel et des deux Saint-Offenge étaient affranchies de leurs redevances à leur seigneur, le comte de Clermont, marquis de Mont-Saint-Jean, en fait en application de l’affranchissement général de 1771, elles lui rachetaient ces droits. Comme la communauté de Saint-Offenge-Dessus était sous la dépendance de plusieurs seigneurs, elle passait le 14 septembre 1789 quatre nouveaux contrats d’affranchissement :
avec Allinges marquis de Coudrée pour 6000 livres, avec Vidomne baronne de Cusy pour 600 livres, avec la cathédrale de Chambéry pour 1500 livres et avec la collégiale d’Aix les Bains pour 7 livres.
Ces contrats d’affranchissement représentaient un total de 12107 livres dont 6885 soit 56 % auront été payés en 1792, quant à la faveur du rattachement à la République française ces dettes seront annulées.
En 1862, sur 87 exploitations agricoles, 75 sont en pleine propriété. Elles sont de petite taille 77 comptent moins de cinq hectares, les deux plus importantes entre 10 et 20 hectares. Elles ne possèdent ni cheval, ni âne, ni mulet, mais 301 bovins, quelque 52 moutons, environ 205 animaux de basse cour et 55 ruches.

### AuXXesiècle
L’étude des recensements des années 1901 et 1911 fait apparaître un premier exode rural.
Saint-Offenge-Dessus comptait 409 habitants en 1901 et seulement 318 en 1911. Soit une diminution de 91 habitants en 10 ans.
La deuxième moitié du XXe siècle, soit au lendemain de la Seconde Guerre mondiale, voit se précipiter de nouvelles évolutions pour la commune. 
Si jusque dans les années 1920-1930 les femmes accouchaient à domicile, en revanche après la guerre les naissances se font à l’hôpital d’Aix-les-Bains.
Jusqu’aux années 1950-1960, les exploitations agricoles pratiquaient une forme d’autosubsistance. Si la production laitière était destinée à la fruitière, chaque famille cultivait du blé pour le pain, du seigle ou de l’avoine pour les animaux de trait, des pommes de terre, possédait un potager, un verger pour les pommes à cidre, parfois des vignes, des ruches, un poulailler, parfois un cochon.
Ces années 1950-1960 sont celles d’un second exode rural après celui de la fin du XIXe et du début du XXe siècle : les jeunes quittent l’exploitation familiale pour s’installer en ville. Entre 1936 et 1968, Saint-Offenge-Dessus passe de 225 à 150 habitants soit le tiers de sa population à la veille de l’Annexion à l’Empire. Certains hameaux, la Serve, les Favrins, sont abandonnés.
Les quarante dernières années du XXe siècle ont connu des évolutions qui ont transformé le village. Les disparitions de commerce, l’épicerie, d’entreprises, la menuiserie, la forge, les ateliers de charpentier, l’entreprise d’électricité, celle de maçonnerie, de service public, l’agence postale.

## Politique et administration
De 1815 à 1860, Saint Offenge-Dessus fait partie de la province de Savoie-Propre du royaume de Piémont-Sardaigne. Les syndics -les maires- sont nommés pour trois années par l'Intendant Général représentant du roi à Chambéry et prêtent le serment suivant : « Je nom du syndic promets et jure d'être fidèle à S.M. et au Gouvernement Royal, de remplir, avec toute l'exactitude possible et l'impartialité la plus sévère, les devoirs de mon emploi. »
En 1860 après le rattachement de la Savoie à la France, le préfet de Savoie nomme François Rassat maire de la commune ; il prête le serment suivant devant le conseil municipal : « Je jure obéissance à la Constitution et fidélité à l'Empereur ».
| Période                                  | Période | Identité           | Étiquette | Qualité     |
| ---------------------------------------- | ------- | ------------------ | --------- | ----------- |
| 1937                                     | ...     | Jean Magnin        | ...       | ...         |
| 1944                                     | ...     | Marcel Favrin      | ...       | ...         |
| 1947                                     | ...     | Anthelme Effrancey | ...       | ...         |
| 1953                                     | ...     | Anthelme Effrancey | ...       | ...         |
| 1959                                     | ...     | Émile Chanvillard  | ...       | maçon       |
| 1965                                     | ...     | Gilbert Magnin     | ...       | agriculteur |
| 1971                                     | ...     | Gilbert Magnin     | ...       | agriculteur |
| 1977                                     | ...     | Guy Chanvillard    | ...       | ...         |
| 1983                                     | ...     | Guy Chanvillard    | ...       | ...         |
| 1989                                     | ...     | Christian Pernet   | ...       | ...         |
| 1995                                     | 2001    | Christian Pernet   | ...       | ...         |
| 2001                                     | 2008    | Christian Pernet   | ...       | ...         |
| 2008                                     | 2014    | Serge Denervaud    | ...       | ...         |
| 2014                                     | 2015    | Louis Chanvillard  | ...       | ...         |
| Les données manquantes sont à compléter. |         |                    |           |             |

Au 1er janvier 2015, les deux communes de Saint Offenge-Dessus et Saint Offenge-Dessous « fusionnent » pour créer une nouvelle commune, Saint-Offenge.

## Démographie
L'évolution du nombre d'habitants est connue à travers les recensements de la population effectués dans la commune depuis 1793. À partir du 1er janvier 2009, les populations légales des communes sont publiées annuellement dans le cadre d'un recensement qui repose désormais sur une collecte d'information annuelle, concernant successivement tous les territoires communaux au cours d'une période de cinq ans. 
Pour les communes de moins de 10 000 habitants, une enquête de recensement portant sur toute la population est réalisée tous les cinq ans, les populations légales des années intermédiaires étant quant à elles estimées par interpolation ou extrapolation. Pour la commune, le premier recensement exhaustif entrant dans le cadre du nouveau dispositif a été réalisé en ,.
En 2012, la commune comptait 278 habitants.
| 1822 | 1838 | 1848 | 1858 | 1861 | 1866 | 1872 | 1876 | 1881 |
| ---- | ---- | ---- | ---- | ---- | ---- | ---- | ---- | ---- |
| 385  | 507  | 462  | 417  | 406  | 401  | 402  | 427  | 392  |

| 1886 | 1891 | 1896 | 1901 | 1906 | 1911 | 1921 | 1926 | 1931 |
| ---- | ---- | ---- | ---- | ---- | ---- | ---- | ---- | ---- |
| 395  | 407  | 432  | 409  | 324  | 318  | 281  | 280  | 248  |

| 1936 | 1946 | 1954 | 1962 | 1968 | 1975 | 1982 | 1990 | 1999 |
| ---- | ---- | ---- | ---- | ---- | ---- | ---- | ---- | ---- |
| 225  | 194  | 178  | 165  | 150  | 121  | 150  | 200  | 216  |

| 2006 | 2011 | 2012 | - | - | - | - | - | - |
| ---- | ---- | ---- | - | - | - | - | - | - |
| 256  | 279  | 278  | - | - | - | - | - | - |

En 1561, lors du recensement pour la gabelle du sel, la commune comptait donc 169 habitants, en 1776, 268 habitants, au début du XIXe siècle 311 puis 406 habitants en 1861.
Au recensement de 1891, la population de Saint Offenge-Dessus atteignait 407 habitants (404 habitants et 3 enfants placés en nourrice dans des familles par les Hôpitaux de Lyon) répartis ainsi:
105 habitants regroupés au chef-lieu.
et une population "éparse" de 299 habitants dans les différents hameaux, soit 47 aux Chanvillards, 42 à Cornat, 42 aux Suavets, 38 aux Favrins, 36 aux Combes, 33 aux Gonnards, 18 aux Vauthiers, 17 au Grand Pré, 11 au Champclos, 10 à la Serve et 5 à Montjolaz.
| 1848                                                             | 1861 | 1872 | 1886 | 1896 | 1911 | 1926 | 1936 | 1962 | 1968 | 1975 | 1982 | 1990 | 1999 | 2006 |
| ---------------------------------------------------------------- | ---- | ---- | ---- | ---- | ---- | ---- | ---- | ---- | ---- | ---- | ---- | ---- | ---- | ---- |
| 462                                                              | 406  | 402  | 395  | 432  | 318  | 280  | 225  | 165  | 150  | 121  | 150  | 200  | 216  | 262  |
| Nombre retenu à partir de 1962 : Population sans doubles comptes |      |      |      |      |      |      |      |      |      |      |      |      |      |      |

Au milieu du XIXe siècle, Saint-Offenge-Dessus a donc compté plus de 400 habitants. Mais l'émigration, les conséquences de la Première Guerre mondiale  (en 1906 les moins de 20 ans représentaient 38 % des habitants, en revanche en 1926 ils ne sont plus que 27 %) puis, après 1945, le déclin de l'élevage laitier sont à l'origine de la baisse démographique.
Depuis trente ans en revanche, la commune, comme les communes voisines, connaît un essor lié à la rurbanisation du fait de la proximité de bassins d'emplois actifs, Chambéry, Aix-les-Bains, Rumilly, Annecy. Signe de cet essor démographique la population rajeunit, la part des moins de 15 ans qui  représentait 16 % de la population en 1999 atteignait 24 % de la  population totale en 2006.

## Culture locale et patrimoine

### Lieux et monuments
L'église de la commune reconstruite à partir de 1849 dans le style néo-sarde, courant alors en Bauges et dans le Faucigny, abritait une pietà en bois sculpté et peint de la fin du XVe siècle. Cette pietà provient d'un retable de l'ancienne église des Antonins à Chambéry ; le donateur est le comte de Clermont-Mont-Saint-Jean. Aujourd'hui, elle est visible au musée Savoisien de Chambéry.

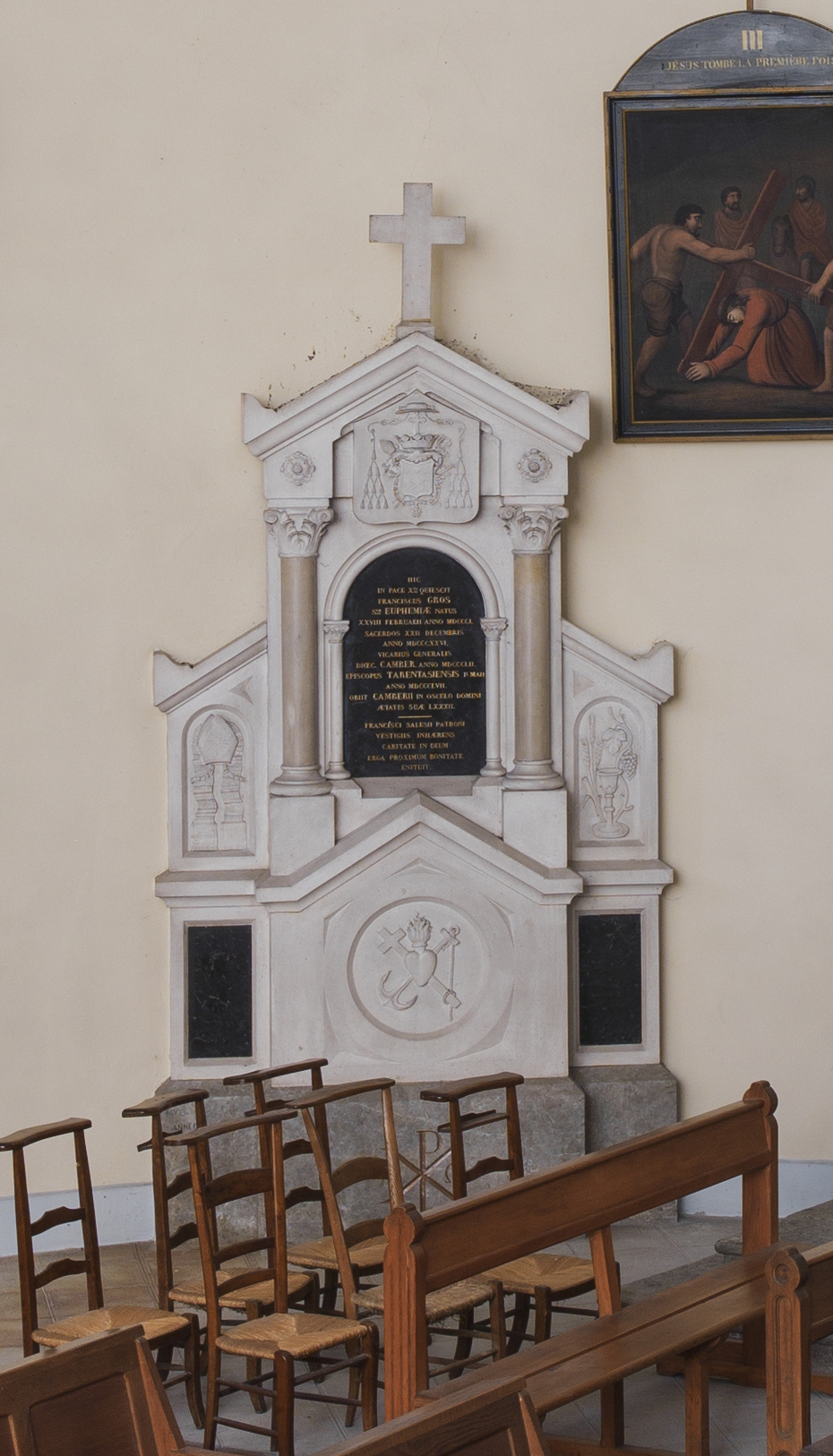
Tombeau de François Gros, évêque de Tarentaise, dans l'église Sainte-Euphémie de Saint-Offenge-Dessus.

Tous les ans depuis une trentaine d'années, les deux communes de Saint-Offenge-Dessous et Saint-Offenge-Dessus organisent le troisième week-end de juillet la "Fête du Gruyère": outre le concours d'emmenthal auquel participent de nombreuses fruitières de la région, le dimanche est aussi marqué par des spectacles folkloriques.
À partir du hameau des Combes, des randonnées donnent accès à des sites intéressants:
la cascade du Sierroz et ses "marmites de géants",
le col de la Cochette avec un panorama sur l'Albanais et le lac du Bourget.
L'évêque de Tarentaise, François Gros, y est enterré. Un tombeau réalisé par Joseph Tavernier y a été sculpté.

### Personnalités liées à la commune
- François Joseph Chanvillard (1873-1951). Né le 16 août 1873, il a été ordonné prêtre en juin 1899 à Lyon. Il est successivement professeur à l'école Ozanam de Lyon, professeur au grand séminaire de Nice et vicaire général de Nice, enfin prélat domestique en 1927. Il est décédé à Cannes le 6 août 1951.